# Pretty Polly Classic 1985
Pretty Polly Classic 1985 — жіночий тенісний турнір, що проходив на закритих кортах з килимовим покриттям Брайтонського центру в Брайтоні (Англія). Належав до Світової чемпіонської серії Вірджинії Слімз 1985. Турнір відбувся увосьме і тривав з 21 жовтня до 27 жовтня 1985 року. Перша сіяна Кріс Еверт-Ллойд здобула титул в одиночному розряді й отримала за це 32 тис. доларів США.

## Фінальна частина

### Одиночний розряд
Кріс Еверт-Ллойд —  Мануела Малеєва 6–3, 1–6, 6–2
- Для Еверт-Ллойд це був 9-й титул в одиночному розряді за сезон і 141-й — за кар'єру.

### Парний розряд
Лорі Макніл /  Катрін Сюїр —  Барбара Поттер /  Гелена Сукова 4–6, 7–6, 6–4